# جوني ماد دوج (فلم)
جوني ماد دوج ويُترجم حرفيًا إلى جوني: الكلب المسعور (بالإنجليزية: Johnny Mad Dog) هو فيلم حربي فرنسي/ليبيري صدرَ عام 2008 من إخراج جان ستيفان سوفير ويستندُ إلى رواية جوني: شيان ميشان (بالفرنسية: Johnny Chien Méchant) الذي صدر عام 2002 للكاتب الكونغولي إيمانويل دونجالا. يحكي الفيلمُ قصّة مجموعةٍ من الجنود الأطفال الذين يُقاتلون في صفوف جماعة مسلّحة تُسمِّي نفسها الثوار الليبيريين المتحدين من أجل المصالحة والديمقراطية (بالإنجليزية: Liberians United for Reconciliation and Democracy) خلال الجزء الأخير من الحرب الأهلية الليبيرية الثانية عام 2003.

## القصّة
يقود المراهق جوني ماد دوج مجموعة صغيرة من الأولاد الصغار سنًا حيثُ يطعمهم الكوكايين. يتتبع الفيلم مسيرة المجموعة نحو العاصمة مونروفيا، ويتبعهم بطريقة واقعية شجاعة وهم يتنقلون عبر سلسلة من البلدات والقرى حيث يقومون بإرهاب السكان وإعدامهم في الغالب. يتمُّ تصوير الجنود على أنهم متوحشون ويرتكبون أعمال نهب واغتصابٍ مع مراعاةٍ ضئيلةٍ لحياتهم. يرتدي الجنود مجموعة متنوعة من الأزياء الغريبة بما في ذلك أجنحة الفراشة وفستان الزفاف ولديهم ألقاب غريبة كالدجاجة والإله وما إلى ذلك.

## الإنتاج
تراوحت أعمارُ معظم الممثلين بين 10 و15 سنة بما في ذلك كريستوفر ميني وديزي فيكتوريا فاندي وداجبه طوى وباري تشيرنوه ومحمد سيساي وجوزيف ديو. كانوا جميعًا مجهولين عند الإدلاء، بل إنّ بعضهم كانوا جنودًا سابقين.